# Première circonscription de la préfecture de Toyama
La première circonscription de la préfecture de Toyama (富山県第1区, Toyama-ken dai-ikku) est l'une des trois circonscriptions législatives que compte la préfecture de Toyama au Japon.

## Description géographique
Entre 1994 et 2013, la première circonscription de la préfecture de Toyama correspondait à la ville de Toyama.
Depuis 2013, elle comprend une grande partie de la même ville,,,.

## Députés
| Législature | Début de mandat | Fin de mandat | Député élu          | Parti politique | Parti politique |
| ----------- | --------------- | ------------- | ------------------- | --------------- | --------------- |
| 41e         | 1996            | 2000          | Jin'en Nagase       |                 | PLD             |
| 42e         | 2000            | 2003          | Jin'en Nagase       |                 | PLD             |
| 43e         | 2003            | 2005          | Jin'en Nagase       |                 | PLD             |
| 44e         | 2005            | 2009          | Jin'en Nagase       |                 | PLD             |
| 45e         | 2009            | 2012          | Muneaki Murai (ja)  |                 | PDJ             |
| 46e         | 2012            | 2014          | Hiroaki Tabata (ja) |                 | PLD             |
| 47e         | 2014            | 2017          | Hiroaki Tabata (ja) |                 | PLD             |
| 48e         | 2017            | 2021          | Hiroaki Tabata (ja) |                 | PLD             |
| 49e         | 2021            | 2024          | Hiroaki Tabata (ja) |                 | PLD             |
| 50e         | 2024            | -             | Hiroaki Tabata (ja) |                 | PLD             |